# Damilola Ogunbiyi

Damilola Ogunbiyi (2021)

Damilola Ogunbiyi FREng (geb. vor 2001) ist eine nigerianische Energiewirtschaftsmanagerin. Sie ist seit 2019 UN-Sonderbeauftragte für Sustainable Energy for All (SEforALL) und Co-Vorsitzende von UN-Energy.

## Ausbildung
Damilola Ogunbiyi studierte an der University of Brighton Projektmanagement im Bauwesen und erwarb 2001 einen Bachelor of Science. Dort schloss sie 2002 auch einen Masterstudium für Baumanagement und dem Schwerpunkt Öffentlich-private Partnerschaften (PPP) ab.

## Karriere
Von 2008 bis 2010 arbeitete Ogunbiyi als Beraterin der britischen Regierung in der Abteilung für Internationale Entwicklung. 2010 wurde sie Leitende Beraterin für PPP beim Gouverneur des nigerianischen Bundesstaates Lagos, 2011 dann Generalmanagerin des Lagos State Electricity Board.
Von 2015 bis 2019 war sie Sonderberaterin des nigerianischen Präsidenten Muhammadu Buhari und gemeinsam mit dem Vizepräsidenten Leiterin des Beratungsstabes für Energie.
Ogunbiyi war in dieser Zeit (2017–2019) auch leitende Direktorin der Rural Electrification Agency von Nigeria.
Im Oktober 2020 wurde sie UN-Sonderbeauftragte, Leiterin für Sustainable Energy for All (SeforALL) in Wien und gemeinsam mit dem Generaldirektor der UNDP Achim Steiner Vorsitzende von UN-Energy.

## Positionen

Ogunbiyi ist Befürworterin der Ziele für nachhaltige Entwicklung (SDG), insbesondere für nachhaltigen und allgemeinen Zugang zu erneuerbaren Energien (SDG 7) und die Inklusion von Frauen und Jugendlichen in den Energiesektor.
Ogunbiyi hält Energie für den Schlüssel für die Erreichung der Agenda–2030–SDGs. Aus ihrer Sicht ist die smarte Nutzung von Daten, neue Partnerschaften und ein abgestimmte Beteiligung des privaten Sektors von herausragender Bedeutung für die Arbeit von SEforALL. Sie betonte die Bedeutung von Zugang zu Energie für Institutionen im Gesundheitswesen während der COVID-19-Pandemie und wie der Zugang zu Energie zu einer wirtschaftlichen Erholung nach der Pandemie in Ländern wie Nigeria beitragen kann.
Ogunbiyi ist Mitglied der International Gender Champions, die sich für Geschlechtergleichstellung in nationalen und internationalen Organisationen einsetzt.

## Sonstige Aufgaben
- Beraterin des internationalen Thinktank Energy Transitions Commission
- Beraterin der Global Commission to End Energy Poverty, einer Initiative des Massachusetts Institute of Technology (MIT) und der Rockefeller Foundation.

## Ehrungen
- Fellow der britischen Royal Academy of Engineering, kenntlich am Namenszusatz FREng